# Paralinguística
Paralinguística é o estudo da paralinguagem, a parte da linguística que contem os aspectos não verbais que acompanham a comunicação verbal. Estes aspectos incluem o tom de voz, o ritmo da fala, o volume de voz, as pausas utilizadas na pronúncia verbal, e mais características que transcendem a própria fala.
O estudo da paralinguística permite-nos perceber mais claramente as razões por que extraímos o significado não apenas do conteúdo literal das palavras, mas também da maneira como elas são expressas. Pode ser utilizada para identificar as emoções que o locutor sente ao vocalizar as palavras.